# Сладковичово
Сла́дковичово (словац. Sládkovičovo, до 1948 словац. Diosek, нем. Diosek, венг. Diószeg) — город на западе Словакии. Население — около 5,3 тысяч человек.

## История
Первое упоминание о поселении Диосек встречается в письме короля Белы IV в 1252. В 1530 году поселение сожгли турки. В 1582 Диосек получает городские права. В 1786 году император Иосиф II заселил город немецкими ремесленниками. В 1850 город соединила железная дорога с Братиславой и Будапештом.
В 1948 году город был переименован в честь писателя Андрея Сладковича. В настоящее время Сладковичово — небольшой промышленный городок с предприятиями пищевой промышленности.

## Население
| Год:                | 1994 | 2004    | 2014    | 2024    |
| ------------------- | ---- | ------- | ------- | ------- |
| Количество человек: | 5962 | 5654    | 5348    | 5386    |
| Разница:            |      | −5,16 % | −5,41 % | +0,71 % |

## Организации
- Высшая школа "Данубиус"

## Города-партнёры
- Иванчице Чехия